# 高橋康夫 (実業家)
高橋 康夫（たかはし やすお、昭和3年（1928年）2月13日 - ）は、日本の実業家。
シーコム常勤監査役。TBS元総務局次長。
全国朝日放送取締役の高橋義治の弟。電通顧問の高橋治之、イ・アイ・イグループ代表高橋治則の叔父。
平戸市在籍。

## 来歴
長崎県出身。高橋猪之助・信の次男。
昭和26年（1951年）法政大学経済学部経済科を卒業。同年東京放送（現：TBS）に入社。
昭和45年（1970年）秘書部長、昭和52年（1977年）総務局次長、昭和58年（1983年）退社。
その後、同社関連会社ジー・アンド・シー常務、昭和62年（1987年）代表社長、平成3年（1991年）相談役に就任。
平成4年（1992年）4月、ジー・アンド・シーをT・B・Sプラザと改称し、翌年退任。
平成6年（1993年）シーコム常勤監査役に就任。

## 人物
趣味は古美術鑑賞、園芸。宗教は曹洞宗。

## 家族

### 高橋家
（長崎県平戸市、東京都目黒区、品川区小山、世田谷区用賀）
- 父・猪之助[3]
- 母・信（松浦純恪三女）[3]
- 妻・都[1]

昭和5年（1930年）3月生 -?
- 長男[1]

昭和31年（1956年）8月生 -
- 長女

昭和35年（1960年）6月生 -
- 兄・義治[3]（実業家）

大正5年（1916年）6月生 - 昭和61年（1986年）7月没
- 甥・治之[3]（兄・義治の長男、実業家）

昭和19年（1944年）4月生 -
- 甥・治則[3]（兄・義治の次男、実業家）

昭和20年（1945年）10月生 - 平成17年（2005年）7月没
2005年7月18日死去した。死因はくも膜下出血。59歳だった。旧東京協和・安全の2つの信用組合の乱脈融資事件で、背任の罪に問われていた。

### 親戚
- 大橋武夫（政治家、元労働大臣、運輸大臣）
- 浜口雄幸（政治家、元総理大臣）
- 浜口巌根（銀行家）
- 北田正元（外交官）
- 北田正典（実業家、元石油通信社社長）
- 笠川岳志（元外交官）